# 杨紫木住宅旧址
杨紫木住宅旧址位于江苏省扬州市广陵区彩衣街30号，属扬州彩衣街历史街区，原属晚清广东盐运使杨紫木所有，其水磨砖砌大门上的砖雕为扬州现存砖雕的精品之作，其中门楼正中为海棠形镂空人物故事，四周为回纹图案，两边墙垛上部有镂雕花球。